# Yutjuwalia
Yutjuwalia är ett släkte av insekter. Yutjuwalia ingår i familjen vårtbitare.
Kladogram enligt Catalogue of Life:
| Yutjuwalia | \| \| Yutjuwalia nyalma \| \| \| \| \| \| Yutjuwalia sallyae \| \| \| \| |
|            | \| \| Yutjuwalia nyalma \| \| \| \| \| \| Yutjuwalia sallyae \| \| \| \| |
|            | Yutjuwalia nyalma                                                        |
|            |                                                                          |
|            | Yutjuwalia sallyae                                                       |
|            |                                                                          |